# Murphydrela
Genre
Murphydrela est un genre d'araignées aranéomorphes de la famille des Zodariidae.

## Distribution
Les espèces de ce genre se rencontrent en Afrique de l'Est et au Congo-Kinshasa.

## Liste des espèces
Selon World Spider Catalog (version 23.5, 28/06/2022) :
- Murphydrela francescae Jocqué & Russell-Smith, 2022
- Murphydrela johannis Jocqué & Russell-Smith, 2022
- Murphydrela kreagra (Nzigidahera & Jocqué, 2010)
- Murphydrela michaelis Jocqué & Russell-Smith, 2022
- Murphydrela neptuna (Nzigidahera & Jocqué, 2010)

## Systématique et taxinomie
Ce genre a été décrit par Jocqué et Russell-Smith en 2022 dans les Zodariidae.

## Étymologie
Ce genre est nommé en l'honneur de Frances (1926–1995) et John A. Murphy (1922–2021).

## Publication originale
- Jocqué & Russell-Smith, 2022 : « Murphydrela gen. n., a new genus of ant spider from central and east Africa (Araneae: Zodariidae). » Arachnology, vol. 19, Special Issue, p. 238-246.